# Jean-Christophe Bahebeck
Jean-Christophe Bahebeck (Saint-Denis, 1 mei 1993) is een Frans-Kameroens voetballer die doorgaans als aanvaller speelt.

## Clubcarrière
Bahebeck werd op veertienjarige leeftijd opgenomen in de jeugdopleiding van Paris Saint-Germain. Tijdens het seizoen 2010/11 werd hij bij het tweede elftal gehaald. In januari 2011 zat hij voor het eerst op de bank in een Ligue 1-wedstrijd, tegen Arles-Avignon. Bahebeck maakte op 2 maart 2011 zijn profdebuut, in de kwartfinale van de Coupe de la Ligue tegen Le Mans. Hij maakte in de verlengingen een doelpunt, waardoor PSG doorstootte naar de volgende ronde.
Bahebeck tekende op 23 juni 2011 zijn eerste profcontract bij Paris Saint-Germain. Hij maakte op 18 augustus 2011 zijn Europese debuut, in een met 4–0 gewonnen wedstrijd in de Europa League tegen FC Differdange 03. Hij scoorde een van de vier doelpunten. Paris Saint-Germain verhuurde Bahebeck op 3 augustus 2012 voor een jaar aan promovendus Troyes. Hij koos het rugnummer 19, wat zijn leeftijd aanduidde. Hij kwam tot 27 competitiewedstrijden, waarin hij driemaal de netten deed trillen. Paris Saint-Germain verhuurde hem tijdens het seizoen 2013/14 opnieuw, ditmaal aan Valenciennes. Gedurende het seizoen 2015/16 volgde vervolgens een huurperiode bij AS Saint-Étienne.
Paris Saint-Germain verhuurde Bahebeck in augustus 2017 voor een jaar aan FC Utrecht. Hiervoor maakte hij op 27 augustus 2017 zijn debuut in de Eredivisie, uit tegen FC Groningen. Hij liep in oktober 2017 een achillespeesblessure op, waardoor hij de rest van het seizoen 2017/18 moest missen. In de zomer van 2018 nam hij met Paris Saint-Germain deel aan de International Champions Cup. Bahebeck tekende op 31 augustus 2018 een contract voor twee seizoenen bij FC Utrecht, met daarin een optie voor nog twee jaar. Bij FC Utrecht kampte hij vooral met blessures.
In oktober 2020 maakte Bahebeck de overstap naar het Servische FK Partizan en begin 2022 tekende hij in Bolivia bij CA Palmaflor. Die club verliet Bahebeck vervolgens aan het eind van 2022 transfervrij.

## Clubstatistieken
| Seizoen                       | Club                | Competitie       | Competitie | Competitie | Competitie | Beker | Beker | Beker | Internationaal | Internationaal | Internationaal | Overig | Overig | Overig | Totaal | Totaal | Totaal |
| Seizoen                       | Club                | Competitie       | Wed.       | Dlp.       | Ass.       | Wed.  | Dlp.  | Ass.  | Wed.           | Dlp.           | Ass.           | Wed.   | Dlp.   | Ass.   | Wed.   | Dlp.   | Ass.   |
| ----------------------------- | ------------------- | ---------------- | ---------- | ---------- | ---------- | ----- | ----- | ----- | -------------- | -------------- | -------------- | ------ | ------ | ------ | ------ | ------ | ------ |
| 2010/11                       | Paris Saint-Germain | Ligue 1          | 11         | 0          | 1          | 2     | 1     | 0     | 0              | 0              | 0              | 0      | 0      | 0      | 13     | 1      | 1      |
| 2011/12                       | Paris Saint-Germain | Ligue 1          | 8          | 0          | 0          | 1     | 1     | 0     | 6              | 1              | 1              | 0      | 0      | 0      | 15     | 2      | 1      |
| 2012/13                       | → Troyes            | Ligue 1          | 27         | 3          | 3          | 6     | 3     | 0     | –              | –              | –              | 0      | 0      | 0      | 33     | 6      | 3      |
| 2013/14                       | → Valenciennes      | Ligue 1          | 19         | 2          | 1          | 2     | 0     | 0     | –              | –              | –              | 0      | 0      | 0      | 21     | 2      | 1      |
| 2014/15                       | Paris Saint-Germain | Ligue 1          | 15         | 2          | 3          | 5     | 1     | 1     | 3              | 0              | 1              | 1      | 0      | 0      | 24     | 3      | 5      |
| 2015/16                       | Paris Saint-Germain | Ligue 1          | 0          | 0          | 0          | 0     | 0     | 0     | 0              | 0              | 0              | 1      | 0      | 0      | 1      | 0      | 0      |
| 2015/16                       | → Saint-Étienne     | Ligue 1          | 16         | 1          | 0          | 1     | 1     | 0     | 6              | 1              | 0              | 0      | 0      | 0      | 23     | 3      | 0      |
| 2016/17                       | → Pescara 1936      | Serie A          | 15         | 4          | 1          | 0     | 0     | 0     | –              | –              | –              | 0      | 0      | 0      | 15     | 4      | 1      |
| 2017/18                       | → FC Utrecht        | Eredivisie       | 6          | 3          | 1          | 0     | 0     | 0     | 1              | 0              | 0              | 0      | 0      | 0      | 7      | 3      | 1      |
| 2018/19                       | FC Utrecht          | Eredivisie       | 12         | 3          | 5          | 1     | 0     | 0     | –              | –              | –              | 2      | 2      | 1      | 15     | 5      | 6      |
| 2019/20                       | FC Utrecht          | Eredivisie       | 15         | 3          | 1          | 4     | 2     | 0     | –              | –              | –              | 0      | 0      | 0      | 19     | 5      | 1      |
| 2020/21                       | FK Partizan         | Superliga        | 7          | 1          | 0          | 1     | 0     | 0     | –              | –              | –              | 0      | 0      | 0      | 8      | 1      | 0      |
| 2022                          | CA Palmaflor        | Primera División | 13         | 2          | 1          | 0     | 0     | 0     | –              | –              | –              | 2      | 0      | 0      | 15     | 2      | 1      |
| Carrière totaal               | Carrière totaal     | Carrière totaal  | 164        | 24         | 17         | 23    | 9     | 1     | 16             | 2              | 2              | 6      | 2      | 1      | 209    | 37     | 21     |
| Bijgewerkt op 9 februari 2025 |                     |                  |            |            |            |       |       |       |                |                |                |        |        |        |        |        |        |

## Interlandcarrière
Bahebeck kwam uit voor diverse Franse jeugdelftallen. Hij haalde met Frankrijk onder 19 de halve finale van het EK onder 19 van 2012. Een jaar later was hij basisspeler in het Frankrijk onder 20 dat het WK onder 20 van 2013 in Turkije won. Hij scoorde tijdens dat toernooi in een groepswedstrijd tegen Ghana onder 20 en in de achtste finale tegen Turkije onder 20.

## Erelijst
| Competitie              |                     |                     |                     |                     |
| Competitie              | Aantal              | Jaren               |                     |                     |
| Paris Saint-Germain     | Paris Saint-Germain | Paris Saint-Germain | Paris Saint-Germain | Paris Saint-Germain |
| ----------------------- | ------------------- | ------------------- | ------------------- | ------------------- |
| Kampioen Ligue 1        | 1x                  | 2014/15             |                     |                     |
| Trophée des Champions   | 2x                  | 2014, 2015          |                     |                     |
| Coupe de France         | 1x                  | 2014/15             |                     |                     |
| Coupe de la Ligue       | 1x                  | 2014/15             |                     |                     |
| Frankrijk onder 20      |                     |                     |                     |                     |
| Wereldkampioen onder 20 | 1x                  | 2013                |                     |                     |